# Settam-e-Melli
Settam-e-Melli (em dari: "Opressão Nacional"), em várias ocasiões constando em termos romanizados como Setam-i-Milli, Setami Milli, Setam-i-Meli, Setam-e-Meli, Setami-i-Milli e Setame Melli. Foi um movimento político no Afeganistão, liderado por Tahir Badakhshi, filiado ao Movimento dos Países Não-Alinhados, e opunha-se tanto à monarquia do Afeganistão quanto aos soviéticos, era parte do Partido Democrático do Povo do Afeganistão. Seus seguidores eram principalmente falantes da língua persa. A maioria dos seus membros não eram Pashtuns-Tajiques, Uzbeques e outras minorias -  foi descrito como um grupo separatista anti-Pashto e como um grupo separatista tajique e uzbeque. "A informação sobre Settam-e-Melli é vaga e contraditória, mas parece ter sido uma tendência anti-Pashtun esquerdista".
O grupo foi fundado em 1968 por Tahir Badakhshi, um tajique que anteriormente era membro do Comitê Central do Partido Democrático Popular do Afeganistão e dividido com o partido. O grupo enfatizou a " luta de classes militantes e a mobilização em massa de camponeses" e recrutou tajiques, uzbeques e outras minorias de Cabul e das províncias do Nordeste.
A responsabilidade pelo sequestro e assassinato do embaixador americano no Afeganistão, Adolph Dubs, em 14 de fevereiro de 1979, no Hotel Kabul, às vezes é atribuído ao Settam-e-Melli,, mas a verdadeira identidade e objetivos dos militantes é a suposição pertinente. Quem sequestrou Dubs, se há uma certeza é como uma incógnita, é incerto e as circunstâncias estão "ainda embaçadas". Alguns consideram a alegação de que Settam-e-Melli foi responsável por ser "duvidoso", apontando para um ex-policial de Kabul que alegou que pelo menos um sequestrador fazia parte da facção Parcham do Partido Democrático Popular do Afeganistão.
Durante o período de Taraki - Amin, os Setamis se retiraram para os campos afegãos, embora, como um movimento urbano, isso os remova da base de poder. Durante o governo de 1979-1986 do presidente comunista Babrak Karmal, os Setamis se aproximaram com o governo, parcialmente como Karmal tinha sido amigo pessoal de Badakhshi (que havia sido morto em 1979). Um líder Setami, Bashir Baghlani, foi ao governo em 1983 e foi nomeado Ministro da Justiça.
Os Setamis continuaram a desempenhar um papel proeminente entre as milícias não-Pashto do Nordeste afegão, desempenhando um papel na derrota de Ahmad Shah Massoud em Shahr-i Bozorg em 1990.